# EDELWEISS
Pour les articles homonymes, voir Edelweiss (homonymie).
En physique des particules, EDELWEISS est une expérience de détection directe de la matière noire. Son nom est un acronyme, jeu de mots avec la fleur edelweiss, qui signifie « Expérience pour Détecter Les WIMP En Site Souterrain ». C'est une collaboration internationale comprenant la France, l'Allemagne, la Russie et l'Angleterre. La partie française se partage entre l'IN2P3/CNRS et le CEA. L'expérience se déroule dans le laboratoire souterrain de Modane.
Le but de cette expérience est de prouver l'existence des WIMP, particules hypothétiques soupçonnées de constituer une partie de la matière noire.

## Contexte

### Matière noire
L'identification de la nature de la matière noire est l'une des questions majeures de la physique contemporaine. Un ensemble d'observations astrophysiques convergentes (mesures des anisotropies du fond de rayonnement cosmique, études de luminosité des supernovas lointaines, études de la distribution de matière dans les amas de galaxies...) permet de conclure que la matière ne contribue que pour un tiers à la densité de l'univers (ΩM ~ 0.3) :
- les protons et les neutrons, qui constituent les noyaux des atomes (matière baryonique, capable d'émettre ou d'absorber le rayonnement), ne représentent eux-mêmes qu'une petite fraction de ce tiers de matière (ΩB ~ 0.04) ;
- la plus grande part de la matière dont est fait l'univers est donc invisible, non baryonique, et de nature inconnue ! Dans notre propre Galaxie, au voisinage du Soleil, cette densité de Matière Noire est voisine de 0,3 GeV/cm3[réf. nécessaire] et la recherche d'une possible contribution de nature baryonique sous forme d'objets compacts, massifs et invisibles (expérience EROS).

### WIMP
Cette matière noire non baryonique pourrait être constituée d'un nouveau type de particule élémentaire, massive et interagissant faiblement, génériquement appelée WIMP (Weakly Interacting Massive Particle). Reliques thermiques du Big Bang durant lequel elles auraient été créées, piégées dans le champ de gravitation des galaxies, ces WIMP ont naturellement une densité de l'ordre de ΩM. Or les théories supersymétriques, qui permettent d'unifier les quatre interactions fondamentales, prédisent justement l'existence de nouvelles particules élémentaires, massives et interagissant extrêmement faiblement avec la matière. La plus légère de ces particules, le neutralino, pourrait être stable et apparaît comme l'un des candidats WIMP les plus sérieux.

## Détection des WIMP
La détection directe des WIMP sur la Terre est possible : interagissant faiblement avec la matière ordinaire par diffusion élastique sur les noyaux d'une cible cristalline, elles vont céder une partie de leur énergie au détecteur sous forme d'énergie de recul des noyaux. Cependant les données cosmologiques et des expériences auprès d'accélérateurs montrent que leur taux d'interaction est extrêmement faible : on prédit que pour un détecteur d'un kg, le nombre d'interactions est de l'ordre d'une par jour, voire très nettement inférieur, ce qui rend les WIMP plus discrètes encore que les neutrinos. C'est à ce type de recherche que s'est consacrée la collaboration EDELWEISS.

### Principes
Toute expérience de détection directe des WIMP doit affronter trois difficultés principales :
- L'énergie de recul cédée au noyau lors d'une diffusion est très faible : de quelques keV à quelques dizaines de keV suivant les masses respectives du neutralino et du noyau. Le seuil en énergie du détecteur doit donc être extrêmement bas.
- du fait de la très faible interaction des WIMP avec la matière baryonique, le taux d'événements attendu est très bas ;
- il existe de plus un fort bruit de fond lié à la radioactivité naturelle (cosmique et terrestre).

La collaboration EDELWEISS utilise des bolomètres, détecteurs cryogéniques portés à très basse température (environ 20 mK) et constitués chacun d'un monocristal massif (320 g) de germanium de très haute pureté. L'énergie de recul d'un noyau de germanium y est convertie à la fois en chaleur (mesurée par une élévation de température de l'ordre d'un millionième de degré) et en ionisation (un signal d'ionisation de quelques centaines d'électrons est mesurable). Le seuil en énergie est actuellement de l'ordre de 10 keV.
La détection et quantification simultanée d'ionisation et de chaleur, avec des semi-conducteurs refroidis à très basse température, puis le calcul de leur ratio, permet de rejeter le bruit de fond radioactif, d'après une idée originale de Lawrence M. Krauss, Mark Srednicki et Frank Wilczek.
En outre, la faiblesse du taux d'événements attendu (une fraction d'événement par kg de Ge et par jour) impose de se protéger du flux intense d'événements parasites (bruit de fond) auquel est soumis tout détecteur terrestre (rayonnement cosmique, radioactivité naturelle de l'environnement et des matériaux constituant l'expérience). C'est pourquoi l'expérience EDELWEISS est installée en site souterrain profond, au laboratoire souterrain de Modane (LSM) aménagé, latéralement à la galerie, au milieu du tunnel routier du Fréjus. La couverture rocheuse de 1 700 m y réduit le fond cosmique de plus de 6 ordres de grandeur (1/2 000 000) par rapport à son intensité à la surface de la terre.

### Dispositif de filtrage du bruit de fond
Diverses protections passives vont de plus réduire le bruit de fond lié à la radioactivité qui reste présente même à grande profondeur. De l'extérieur vers le cœur de l'expérience on distingue :
- un écran de 30 cm de paraffine solide qui va ralentir les neutrons rapides issus de la roche du laboratoire, capables sinon, comme les WIMP, de provoquer des reculs de noyaux.
- un blindage de plomb de 15 cm qui réduit de plus d'un facteur 1000 le flux de photons gamma dû à la radioactivité de la roche ;
- un blindage de cuivre de 10 cm qui stoppe les émissions de basse énergie dues au plomb lui-même (présence de l'isotope radioactif 210Pb de demi-vie de 22 ans) ;
- au plus près des détecteurs, un blindage ultime de plomb ancien de plusieurs siècles (épave romaine de Ploumanac'h, IVe siècle) dont la radioactivité propre due au 210Pb est devenue totalement négligeable. Il protège les détecteurs de la radioactivité proche issue du cryostat.

Il va de soi que tout matériau entrant dans la fabrication du détecteur ou de son environnement proche est très sévèrement sélectionné quant à sa radioactivité. Des cristaux de germanium hautement purifiés ont été produits pour le détecteur lui-même. Tous les autres composants proches (composants électroniques, colles, soudures, métaux des supports...) sont sélectionnés pour leur très basse radioactivité grâce à un banc de spectrométrie gamma réservé à cet usage au LSM.

### Limites de l'expérience
C'est le bruit de fond résiduel qui va fixer la limite inférieure du taux mesurable d'interactions de WIMP et donc la sensibilité de l'expérience. Pour augmenter sa sensibilité au-delà de ce que permettent ces protections passives, EDELWEISS a mis en œuvre une technique de mesure simultanée de la chaleur et de l'ionisation, qui permet le rejet par le détecteur lui-même de plus de 99,9 % du bruit de fond gamma résiduel (neutrons ambiants).
Du fait de ses limitations techniques, le dispositif EDELWEISS a laissé le pas début 2006 à Edelweiss II, abrité par un blindage de 100 tonnes de plomb et polyéthylène. EDELWEISS II a conduit en 2011 à la publication d'un rapport final sur la détection de WIMP.

## La piste des neutrinos stériles
Une des explications possibles quant à la nature de la matière noire est celle d'une particule hypothétique appelée le neutrino stérile. Les 3 types de neutrinos prévus par le modèle standard (électronique, muonique et taunique) font partie des particules les plus abondantes de l'univers, la terre en est bombardée à raison d'environ 65 000 000 000 cm−2 s−1, quelques-uns de ces neutrinos s'annihilent avec les nucléons des atomes terrestres, et ces collisions sont alors détectables. Mais les détecteurs ont capté moins de collisions que ne le prévoyait la théorie ; les physiciens font alors l'hypothèse d'un nouveau type de neutrino dit "stérile" qui n'interagirait ni avec la force nucléaire forte des quarks, ni avec aucune autre, si ce n'est la gravitation.
Cette mystérieuse particule pourrait coller parfaitement avec le profil de la matière noire : une matière très abondante et quasi-indétectable. La question de la masse ne se pose pas, car selon la relativité générale, c'est l'énergie et non la masse qui déforme en général l'espace-temps.

## Laboratoires impliqués
- CEA/DRECAM Saclay
- CEA/IRFU (ex-DAPNIA) Saclay
- IN2P3-CNRS/CSNSM Orsay
- IN2P3-CNRS/IPNL Lyon
- CNRS/CRTBT Grenoble
- IN2P3-CNRS/LSM Modane
- Institut de technologie de Karlsruhe (KIT)
- JINR (Dubna Russie)
- Université d'Oxford (Grande Bretagne)

## Futur
La collaboration EURECA (European Underground Rare Event Calorimeter Array) devant succéder aux projets EDELWEISS et CRESST doit être construite dans le même laboratoire du LSM.